# Émile Ali-Khan
	Musood 'Émile' Ali-Khan (Battle, 6 juni 1902 - ?) was een Frans atleet. Hij nam deel aan de Olympische Zomerspelen van 1920 en won daarbij de zilveren medaille op de 4x100 estafette.

## Belangrijkste resultaten

### Olympische Zomerspelen
| Jaar | Plaats    | Discipline | Onderdeel             | Resultaten                                                                                   |
| ---- | --------- | ---------- | --------------------- | -------------------------------------------------------------------------------------------- |
| 1920 | Antwerpen | Atletiek   | 100 m (m)             | eerste ronde: 1e (reeks 9) kwartfinales: 2e (reeks 3) halve finales: 2e (reeks 2) finale: 5e |
| 1920 | Antwerpen | Atletiek   | 4x100 m estafette (m) | eerste ronde: 1e (reeks 2) · finale: samen met: · René Lorain · René Mourlon · René Tirard   |

### Persoonlijke records
| Onderdeel | Tijd    | Jaar |
| --------- | ------- | ---- |
| 100 m     | 10,8 s. | 1920 |

- World Athletics: 14989364